# Masa Perttilä
Matti Rudolf Perttilä, detto Masa (Isokyrö, 21 gennaio 1896 – Isokyrö, 12 maggio 1968), è stato un lottatore finlandese, specializzato nella lotta greco-romana.

## Palmarès

### Olimpiadi
- Bronzo a Anversa 1920 nei pesi medi.